# Panneau de signalisation routière en Allemagne
Les panneaux de signalisation routiers allemands sont officiellement publiés dans le Straßenverkehrs-Ordnung (code de la route) ou dans le Verkehrszeichenkatalog (catalogue des signalisations).

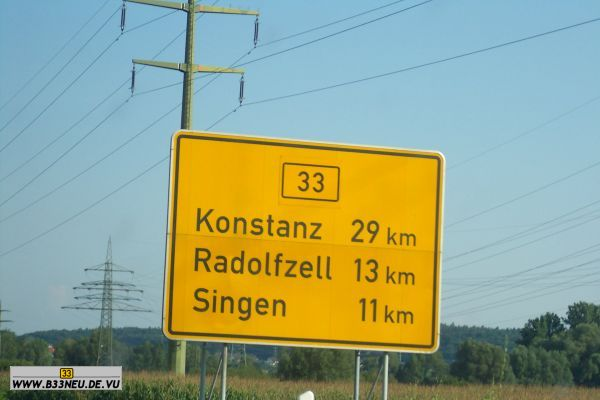
Panneau de confirmation de directions avec les distances en kilomètres

## Codification
La codification des panneaux de signalisation routière en Allemagne est la suivante :
| Code | Type de panneau                            |
| ---- | ------------------------------------------ |
| 100  | Danger                                     |
| 200  | Obligation                                 |
| 300  | Directionnel                               |
| 400  | Directionnel en forme de flèche            |
| 600  | Circulation (feux, cônes, barrières, etc.) |
| 1000 | Panonceau                                  |

## Anciens et nouveaux panneaux
Anciens panneaux en cours de disparition, remplacés par des pictogrammes simplifiés :
- « attention enfants » représente une fillette avec une tresse tirant derrière elle son petit frère par la main ;
- « parking pour randonneurs » montre un homme portant chapeau, canne et sac-à-dos suivi de sa femme aux courbes marquées et dont la jupe courte met en valeur des mollets galbés ;
- « passage souterrain » qui évoque Jacques Tati ;
- « passage pour piétons » ;
- « Interdit aux motos et voitures » avec une moto ancienne et une auto souriante...

Panneau d'annonce de cassis ou de dos d'âne (1909–1927)
Panneau d'annonce de cassis ou de dos d'âne (1927–1953)
Panneau d'annonce de cassis ou de dos d'âne (1953–1956)
Panneau d'annonce de cassis ou de dos d'âne (depuis 1956)
L'ancien panneau "Attention enfants" (1956–1971)
L'ancien panneau "Attention enfants" (autre couleur rouge; 1971–1992)
Attention enfants (depuis 1992)
L'ancien panneau piétons (1953–1956)
L'ancien panneau piétons (1956–1966)
L'ancien panneau piétons (1966–1992)
Passage piétons (depuis 1992)
L'ancien panneau stop (1938–1953)
L'ancien panneau stop (1953–1956)
L'ancien panneau stop (1956–1971)
Le nouveau panneau stop (depuis 1971)
L'ancien panneau "Interdits aux véhicules à moteur" (Aucune signalisation officielle; 1956–1971)
L'ancien panneau "Interdits aux véhicules à moteur" (1971–1992)
Le nouveau panneau "Interdits aux véhicules à moteur" (depuis 1992)
Rue à sens unique (1929–1971)
Rue à sens unique (depuis 1971)
Obligation de tourner à droite avant le panneau (1934–1956)
Obligation de tourner à droite avant le panneau (1956–1992)
Obligation de tourner à droite avant le panneau (depuis 1992)
L'ancien panneau "Passage souterrain" style Monsieur Hulot (1971–1992)
Le nouveau panneau "Passage souterrain" (depuis 1992)
L'ancien panneau "Parking randonneurs" (1967–1971)
L'ancien panneau "Parking randonneurs" (1971–1992)
Le nouveau panneau "Parking randonneurs" (depuis 1992)
L'ancien panneau poteau indicateur (1936–1938)
L'ancien panneau poteau indicateur (1938–1953)
L'ancien panneau poteau indicateur (1953–1956)
L'ancien panneau poteau indicateur (1956–1971).
L'ancien panneau poteau indicateur (1971–1992)
L'ancien panneau poteau indicateur (1992–2009)
Le nouveau panneau poteau indicateur (depuis 2009)
L'ancien panneau poteau indicateur autoroute (âgés, 1935–1958)
L'ancien panneau poteau indicateur autoroute (1958–1971)
L'ancien panneau poteau indicateur autoroute (1971–1974)
L'ancien panneau poteau indicateur autoroute (1974–1980)
Le nouveau panneau poteau indicateur (depuis 1980)